# Hong Kong Garden
Hong Kong Garden è il singolo d'esordio del gruppo musicale inglese Siouxsie and the Banshees, pubblicato il 18 agosto 1978.
Raggiunse velocemente la settima posizione nelle classifiche inglesi, ed è ormai ampiamente riconosciuto come un classico. Nel marzo 2005 Q l'ha inserito nella lista dei "100 brani chitarristici più belli di sempre" e lo scrittore britannico Colin Larkin l'ha definito "sublime".

## Il singolo

### Contesto e contenuto
La prima versione strumentale del brano era intitolata People Phobia, composta nel 1977 dal chitarrista John McKay. La prima volta che la band l'ha ascoltata, era in giro su un autobus. Il titolo definitivo è preso dal takeaway cinese Hong Kong Garden nella High Street di Chislehurst. Siouxsie ha spiegato che il testo descrive i raid razzisti al locale da parte di una banda di skinhead, dove lei e la sua amica andavano di tanto in tanto.
Siouxsie ha messo tutta la sua rabbia e la frustrazione nelle parole:
Mi ricordo che desideravo di poter essere come Emma Peel di Agente speciale e scalciare in testa tutti gli skinhead, perché tormentavano senza pietà queste persone solo per il fatto che erano stranieri. Mi sentii impotente, disperata e malata.

### Le registrazioni
Il brano è stato registrato in una prima versione agli Olympic Studios di Londra nel luglio 1978 con l'aiuto del produttore statunitense Bruce Albertine, di estrazione soul. Questa versione è stata rifiutata dal gruppo; il loro manager Nils Stevenson ha rapidamente deciso di chiamare un altro tecnico del suono che aveva un approccio musicale più vicino a loro. In quel periodo Lillywhite era a Londra per registrare con Johnny Thunders.
Finalmente ne è stata ri-registrata una versione con Lillywhite, molto più in linea con i gusti del gruppo. Hong Kong Garden sarà il suo primo disco di successo come produttore. È stato assunto per la sua capacità di ottenere un certo suono dalla batteria. Lillywhite ha detto al batterista dei Banshees Kenny Morris di non registrare tutti i tamburi nello stesso momento. Morris ha registrato in primo luogo la grancassa e il rullante. Poi i piatti e i tam-tam per ultimo. Lillywhite ha anche aggiunto un'eco alla batteria, aumentando uno spazio considerevole per l'intera registrazione. Secondo il New Musical Express, Lillywhite ha rivoluzionato il suono post-punk del gruppo con un approccio innovativo sui suoni della batteria.

### Pubblicazione e accoglienza
Il brano è stato pubblicato in 7" il 18 agosto 1978 raggiungendo la settima posizione della classifica britannica, diventando uno dei primi successi del post-punk.
Il disco è stato "Singolo della settimana" sul New Musical Express, Melody Maker, Sounds e Record Mirror. La canzone è stata descritta da Paul Rambali sul NME come "un brillante, vivido racconto, simile a delle immagini dal finestrino di un treno ad alta velocità giapponese, potenza addebitata alla più originale, inebriante chitarra che ho sentito suonare da tanto, tanto tempo”. Il Melody Maker ha sottolineato: "Gli elementi si fondono con effetti notevoli. La canzone è stridente e potente, con allettanti riff di chitarra orientale". Sounds ha acclamato la canzone come "costruita nella tradizione consacrata dal tempo di tutti i buoni singoli - orecchiabile, arrangiamento originale accoppiato a un irresistibile ritornello da canticchiare". Un anno dopo la sua prima trasmissione su John Peel session, il critico Ian Birch ha recensito la canzone Killing an Arab dei Cure nei primi mesi del 1979, dicendo: "Come Hong Kong Garden ha utilizzato un semplice riff in stile orientale con effetto sorprendente, così ["Killing An] Arab" "evoca nervosismo attraverso un modello di chitarra di sapore moresco".

### Ristampa
Nell'aprile 2014, Hong Kong Garden è stato ristampato in doppio vinile da 7" con una nuova copertina e un libretto di otto pagine, curato da Siouxsie e Severin. Il primo disco comprende il lato B originale Voices (on the Air). Il secondo disco include la versione 2006 di Hong Kong Garden con l'introduzione orchestrale (rielaborato per la colonna sonora del film Marie Antoinette), accoppiato con la versione del 1984 di Voices dall'EP The Thorn.

### Video
Girato il 16/08/78. La performance della band in piedi è sviluppata in alto contrasto con po' di colore. Siouxsie cammina sul palco saltellando e verso la fine butta il microfono. In linea con la canzone, il video si conclude con una ripresa ravvicinata di un grande gong.

### Versioni
- 18 agosto 1978 – Siouxsie and the Banshees, Hong Kong Garden, 45gg, Polydor 2059 052, Regno Unito. Questa versione, registrata nel giugno del 1978 e con l'incipit orientaleggiante del brano realizzato con uno xilofono con barre di legno, è pubblicata come singolo ma non inclusa nell'album The Scream, uscito più tardi. È stata inclusa nella raccolta Once Upon a Time: The Singles del 1981 e, rimasterizzata, in The Best Of del 2002. Una prima versione in studio, registrata alla BBC nel febbraio del 1978 e con l'incipit suonato con un Pixiphone, un glockenspiel giocattolo con barre metalliche, è contenuta negli album Voices on the Air: The Peel Sessions e At the BBC[8].
- 24 aprile 2014 – Siouxsie and the Banshees, Hong Kong Garden, 45gg, Polydor SBAN35, Regno Unito, doppio 45 giri. Doppio 45 giri pubblicato con una nuova copertina e un libretto curati da Siouxsie e Severin. Il primo disco contiene la versione originale della canzone con il lato B originale Voices (on the Air), mentre il secondo disco contiene la versione leggermente diversa del 2006 con l'intro orchestrale tratto dalla colonna sonora del film Marie Antoinette di Sofia Coppola e la versione di Voices dall'EP The Thorn del 1984[9].

### Lascito
Nel 2014, il cantante-chitarrista dei Sonic Youth Thurston Moore ha designato Hong Kong Garden come una delle sue 25 canzoni preferite di tutti i tempi.

## Tracce
Musiche di McKay.

### 7"
Lato A
1. Hong Kong Garden - 2:55 (testo: Sioux)

Lato B
1. Voices (on the Air) - 5:33 (testo: Severin)

### 2x7" (ed. limitata 2014)
Lato A
1. Hong Kong Garden - 2:54

Lato B
1. Voices (on the Air) - 5:32

Lato C
1. Hong Kong Garden (Marie Antoinette String Version)° - 3:12

Lato D
1. Voices (on the Air) ('The Thorn' Version)° - 5:25

## Formazione
- Siouxsie Sioux – voce
- John McKay – chitarra
- Steven Severin – basso
- Kenny Morris – batteria

### Altri musicisti
° The Versailles String Orchestra - direttore Roger Neil